# Bolitobius inclinans
Bolitobius inclinans är en skalbaggsart som först beskrevs av Johann Ludwig Christian Gravenhorst 1806.  Bolitobius inclinans ingår i släktet Bolitobius, och familjen kortvingar. Arten är reproducerande i Sverige.